# Jan Kanyza
Jan Kanyza (* 25. října 1947 Lipník nad Bečvou) je český filmový a televizní herec.

## Život
V roce 1966 odmaturoval na Gymnáziu Hejčín, v roce 1970 se stal absolventem pražské DAMU. Studoval pod vedením profesora Miloše Nedbala.
Mimo herectví se věnuje malířství, které je jeho velkou vášní. Své obrazy vystavoval i v USA, Německu, Francii či Švédsku. Je autorem a ilustrátorem několika knih pro děti. Není tolik známo, že dalším koníčkem je i fotografování, které bere jako doplňkovou výtvarnou činnost.
Velmi často se věnuje dabingu. K nejznámějším zahraničním hercům, kterým propůjčil a propůjčuje svůj hlas, patří hlavně George Clooney a Michele Placido.
Spoluúčinkoval s Věrou Martinovou ve dvou jejích písních (Poslední Rallye, Ve dvou se to táhne líp).

## Spolupráce s StB
Podle některých zpráv měl Jan Kanyza spolupracovat jako informátor StB, mimo jiné měl předávat informace o svých hereckých kolezích. Tuto aféru ukončilo v roce 2007 až právoplatné soudní rozhodnutí, ve kterém bylo konstatováno, že herec Jan Kanyza s StB nespolupracoval. Novinář Luděk Navara v MF Dnes ze dne 20. ledna 2007 však píše o spolupráci Jana Kanyzy se Státní bezpečností toto: „V roce 1975 je tedy Kanyza zverbován tajnou policií pod krycím jménem Honza a má za úkol informovat o svých kolezích z divadla. Například má donášet na herečku Inku Čekanovou, která měla přítelkyni ve Švýcarsku, dále na Libuši Geprtovou a Vítězslava Jandáka. To, že Kanyza na něj donášel, později zjistil ze spisů i jiný herec, Pavel Landovský, který stál u zrodu Charty 77. Kanyzova spolupráce trvala osm a půl roku. Schůzek s StB bylo celkem osmdesát. Byly popsány desítky listů papíru. Ta setkání se odehrávala v kanceláři, jindy v kavárně. A pečlivá StB si pilně spočítala i to, kolik za tu dobu vydala: bylo to přesně 2 470 Kčs, což jsou jen výdaje na občerstvení.“ Viz MF Dnes, 20. 1. 2007, sešit C, str. 1, 2. 5. 8. 2010 vyhověl pražský městský soud v žalobě Jana Kanyzy, Ministerstvo vnitra však Jana Kanyzu vymazalo pouze z internetového seznamu spolupracovníků StB. V archivních spisech Státní bezpečnosti je tak nadále veden jako agent s krycím jménem Honza, evidenční číslo 24 695, viz Necenzurované Noviny č. 04/2000, str. 55. Dlouhá mediální aféra spojená s touto kauzou herce psychicky poškodila natolik, že se již údajně nehodlá nikdy věnovat své herecké profesi a chce se nadále věnovat pouze svému velkému koníčku, jímž je malování. Vzdor tomu například vzpomínal na natáčení seriálu Hospoda nebo přijal pozvání do talkshow U kulatého stolu.

## Filmografie, výběr

### Film
- 1969 Utrpení mladého Boháčka
- 1973 Zatykač na královnu
- 1974 Sokolovo
- 1975 Město nic neví
- 1976 Noc klavíristy
- 1976 Smrt na černo
- 1978 Brácha za všechny peníze
- 1978 Трасса
- 1980 Jak napálit advokáta
- 1981 Kam zmizel kurýr
- 1983 Hořký podzim s vůní manga
- 1984 Příliš velká šance
- 1985 Mravenci nesou smrt
- 1990 Svědek umírajícího času
- 1994 Nexus
- 1999 Nebát se a nakrást

### Televize
- 1972 Bližní na tapetě (TV cyklus mikrokomedií Malé justiční omyly) – role: řidič v kradeném autě (10. příběh: Embéčko)
- 1974 Poslední královna
- 1974 30 případů majora Zemana (TV seriál)
- 1976 Smrt na černo
- 1983 Ohnivé ženy (TV komedie)
- 1983 Lekár umierajúceho času
- 1984 Létající Čestmír (TV seriál)
- 1984 My všichni školou povinní (TV seriál)
- 1992 Hříchy pro pátera Knoxe (TV seriál)
- 1996 Hospoda (TV seriál) – advokát JUDr. Vladimír Zatloukal
- 2009 Expozitura (TV seriál)
- 2010 Ordinace v růžové zahradě 2 (TV seriál) – Ing. Viktor Hofman
- 2016 Polda (TV seriál)

## Dabing
- 1984 – Nenávidím blondýnky, Jean Rochefort (Donald Rose)
- 1987 – Velký hráč, Jan Nowicki (Velký hráč)
- 1987–1989 – Chobotnice, herec Michele Placido (komisař Corrado Cattani)
- 1994–1999 – Pohotovost, George Clooney (Dr. Doug Ross)
- 1997 – Batman a Robin, George Clooney (Bruce Wayne)
- 1998 – Godzilla, Jean Reno (Philippe Roaché)
- 2000 – Smutek paní Šnajderové, Michele Placido (hrabě Šternberk)
- 2000 – Tři králové, George Clooney (Archie Gates)
- 2001 – Dannyho parťáci, George Clooney (Danny Ocean)
- 2002 – Peacemaker, George Clooney (Thomas Devoe)
- 2003 – Solaris, George Clooney (Chris Kelvin)
- 2003 – Milujte svého zabijáka, George Clooney (Jim Byrd)
- 2004 – Dannyho parťáci 2, George Clooney (Danny Ocean)
- 2006 – Syriana, George Clooney (Bob Barnes)
- 2007 – Dannyho parťáci 3, George Clooney (Danny Ocean)
- 2008 – Tvrdé palice, George Clooney (Jimmy 'Dodge' Connelly)
- 2010 – Po přečtení spalte, George Clooney (Harry Pfarrer)
- 2011 – Američan, George Clooney (Jack/Edward)
- 2012 – Od soumraku do úsvitu, George Clooney (Seth Gecko)

## Rozhlas
- 2005 Léon Bloy: Chudá žena, 10 dílná četba, připravil Miroslav Stuchl, překlad Josef Heyduk, účinkuje: Jan Kanyza, režie: Ivan Chrz.
- 2016 Joyce Cary: Kopytem do hlavy, dramatizace v Českém rozhlasu: desetidílnou četbu na pokračování z vlastního překladu připravil Jiří Josek, četl Jan Kanyza, režírovala Hana Kofránková.